# Besedz
Besedz (vitryska: Беседзь, ryska: Беседь) är ett vattendrag i Belarus, på gränsen till Ryssland. Det ligger i den östra delen av landet, 280 kilometer sydost om huvudstaden Minsk.
Omgivningarna runt Besedz är en mosaik av jordbruksmark och naturlig växtlighet. Runt Besedz är det glesbefolkat, med 10 invånare per kvadratkilometer.